# Krasznói Klára
Krasznói Klára (Kunszentmiklós, 1942. december 9. –) magyar színésznő.

## Életpályája
Kunszentmiklóson született, 1942. december 9-én. Színészi pályáját Kecskeméten kezdte 1957-ben.1961-től a szolnoki Szigligeti Színházhoz szerződött. 1971-től a Szegedi Nemzeti Színház színésznője volt. 1975-től a Pécsi Nemzeti Színház művésznője. Nyugdíjasként is foglalkoztatták, és rendszeresen szerepelt a Pécsi Harmadik Színházban is.

## Fontosabb színházi szerepei
- William Somerset Maugham – Nádas Gábor - Szenes Iván: Imádok férjhez menni... Viktória
- Szinetár Miklós - Szenes Iván - Behár György: Fogad 3-5-ig... Zsuzsi
- Behár György: Éjféli randevú... Barbina
- Mesterházi Lajos: Pesti emberek... Pirike
- Fejes Endre: Rozsdatemető... Hajnalka
- Fejes Endre - Presser Gábor - Sztevanovity Dusán: Jó estét nyár, jó estét szerelem!... Édes
- Gárdonyi Géza: Ida regénye... Ida
- Kálmán Imre: Cigányprímás... Sári
- Kálmán Imre: Ördöglovas... Annie
- Kálmán Imre: Mária főhadnagy... Panni
- Kálmán Imre: A cirkuszhercegnő... Slukkné (az Isteni főherceg szálloda tulajdonosnője)
- Ábrahám Pál: Bál a Savoyban... Daisy
- Ábrahám Pál: Viktória... Riquette
- Ábrahám Pál: Hawaii rózsája... Bessy
- Leo Fall: Sztambul rózsája... Midili
- Jacobi Viktor: Leányvásár... Bessy
- Lehár Ferenc: A mosoly országa... Mi
- Lehár Ferenc: Luxemburg grófja... Juliette
- Fényes Szabolcs: Maya... Barbara
- Eisemann Mihály: Fekete Péter... Marie, főkomorna
- Agatha Christie: Az egérfogó... Mrs. Boyle
- Kacsóh Pongrác: János vitéz... Boszorka
- Farkas Ferenc: Csínom Palkó... Kati
- John Kander - Bob Fosse - Fred Ebb: Chicago... Liz
- Carlo Collodi: Pinokkió... Pinokió
- Mihail Mihajlovics Roscsin: Szerelvény a hátországba... Szánya; Léna
- Bertolt Brecht – Kurt Weill: Koldusopera... Polly
- Anton Pavlovics Csehov: Cseresznyéskert... Dunyása
- William Shakespeare: Macbeth... boszorkány
- Szergej Szergejevics Prokofjev: Rómeó és Júlia... Júlia dajkája
- Georges Feydeau: Bolha a fülbe... Olympe
- Spiró György: Csirkefej... Anya
- Kornis Mihály: Halleluja... takarítónő
- Hunyady Sándor - Szakonyi Károly: A három sárkány... Júlia
- Tennessee Williams: A tetovált rózsa... Peppina, szicíliai asszony
- Eugene O’Neill: Hosszú az út hazafelé... Mag, pincérlány
- Molnár Ferenc: Az üvegcipő... házmesterné
- Werner Schwab: Elnöknők... Mariedl
- Alan Alexander Milne: Micimackó... Kanga
- Alekszandr Vasziljevics Szuhovo-Kobilin: Tarelkin halála... Mavrusa
- Sárosi István: Rákfene... Dönde néni
- Tankred Dorst: Amálka... mostoha
- Csáth Géza: A Janika... Özv. Telkesyné (Perticsné anyja)
- Szilágyi Andor: Leander és Lenszirom... Bölömbér királyné
- Bókai Zoltán - Thuróczy Katalin: Csizmás Kandúr... Nanó (Janó nagyanyja); Anyakirályné
- Frank L. Baum – Bókai Zoltán: Óz, a nagy varázsló... Szomszédasszony; Boszorkány
- Grimm fivérek - Thuróczy Katalin - Bókai Zoltán: Holle anyó... Holle anyó
- Háy János: A Gézagyerek... Vízika (kocsmai nő)
- Kiss Judit Ágnes: Prága, főpályaudvar... Darja, bolti eladó
- David Hare: Amy világa... Evelyn Thomas

## Filmográfia
- A dunai hajós (1974)
- Latinka Sándor
- Kisváros sorozat (1995-1999)
- Mula-tó (sorozat) (2014-2015)

## Díjak, elismerések
- Szeged város nívódíja (1972)